# Ihuatzio
Ihuatzio (del purépecha: Jiuatsï ‘Coyote’) es una población de Michoacán localizada a 10 km de Pátzcuaro y fundada por los purépechas. Ahí se encuentra una zona arqueológica de gran importancia, utilizada como observatorio hasta la llegada de los conquistadores. Aunque es pequeña, debido a que la falta de recursos económicos solo ha permitido a los arqueólogos rescatar el 10 % de la zona; destacan su muralla y sus pirámides dedicadas a Curicaueri y Xaratanga.

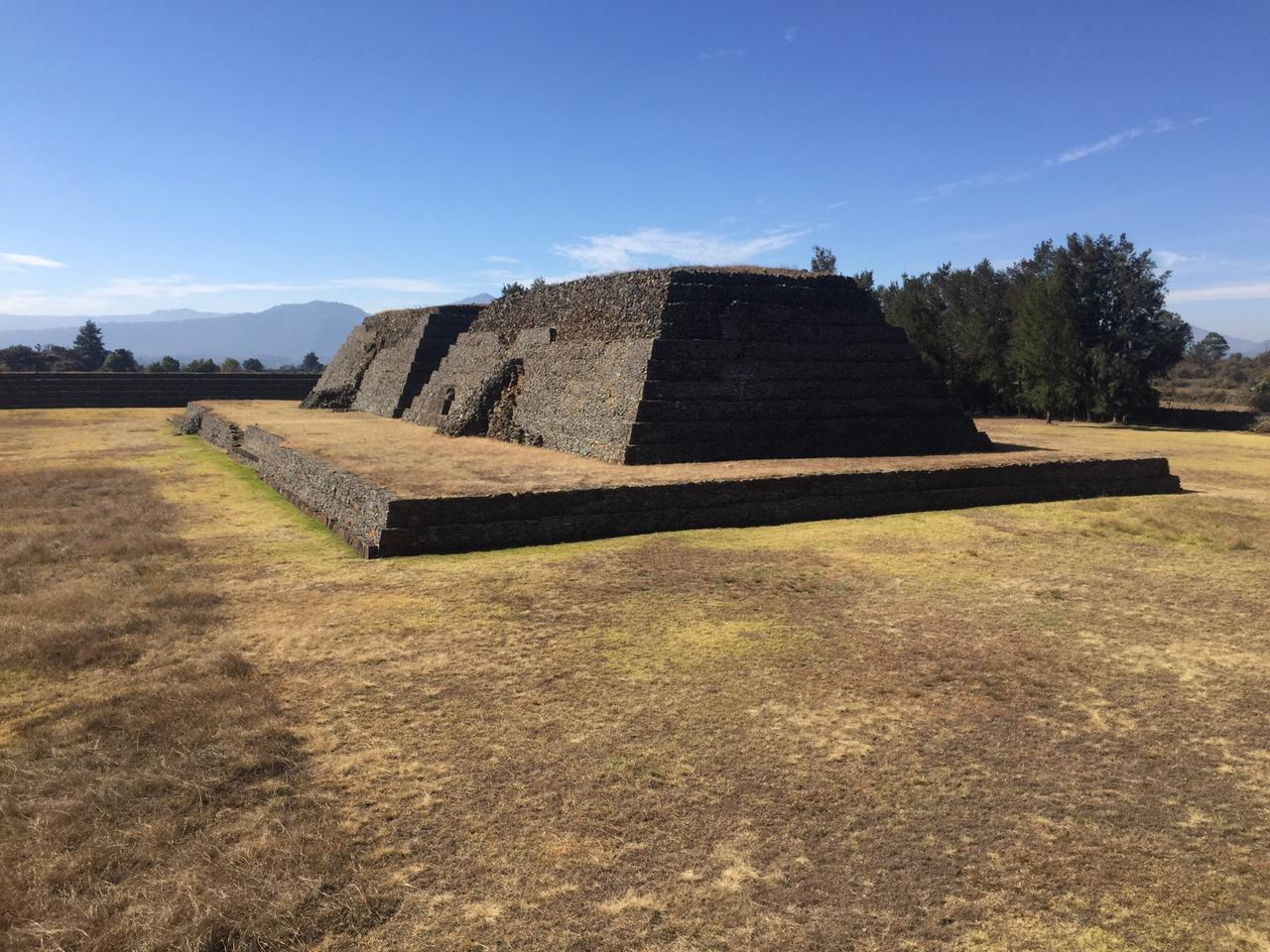
Las ruinas de Ihuatzio cerca de Patzcuaro

La zona arqueológica se encuentra al oriente del lago de Pátzcuaro. Se registran vestigios de asentamientos humanos durante dos períodos, el primero comprendido del siglo X al siglo XIII por pobladores náhuatl, los cuales le dieron el nombre de Coyoacán (del náhuatl: Koyowahkan ‘Lugar de coyotes’) y el segundo correspondiente al máximo desarrollo de la cultura purépecha o tarasca entre el año 1200 a 1530 d. C.
Durante el segundo período, el poder estuvo concentrado en Tariácuri, quien al morir dividió el mando entre tres de sus hijos: Huiquingaje en Pátzcuaro, Tangáxoan en Tzintzuntzan e Hiripan en Ihuatzio. El lugar fue denominado Coyoacan por segunda vez debido a que el idioma náhuatl era el más conocido para los españoles del siglo XVI.

## Tradiciones y costumbres
Sus fiestas patronales son el 4 de octubre en honor al patrón de la comunidad, San Francisco de Asís.  
Otra de sus fiestas es la del Carnaval, en la cual se venera a la Virgen de la Soledad, Virgen de la Magdalena, El Divino Rostro y San Juan Bautista, la cual se realiza una semana antes del Miércoles de Ceniza y los encargados de realizar dicha fiesta son los Cargueros (personas de la misma comunidad).